# 장애물 비월

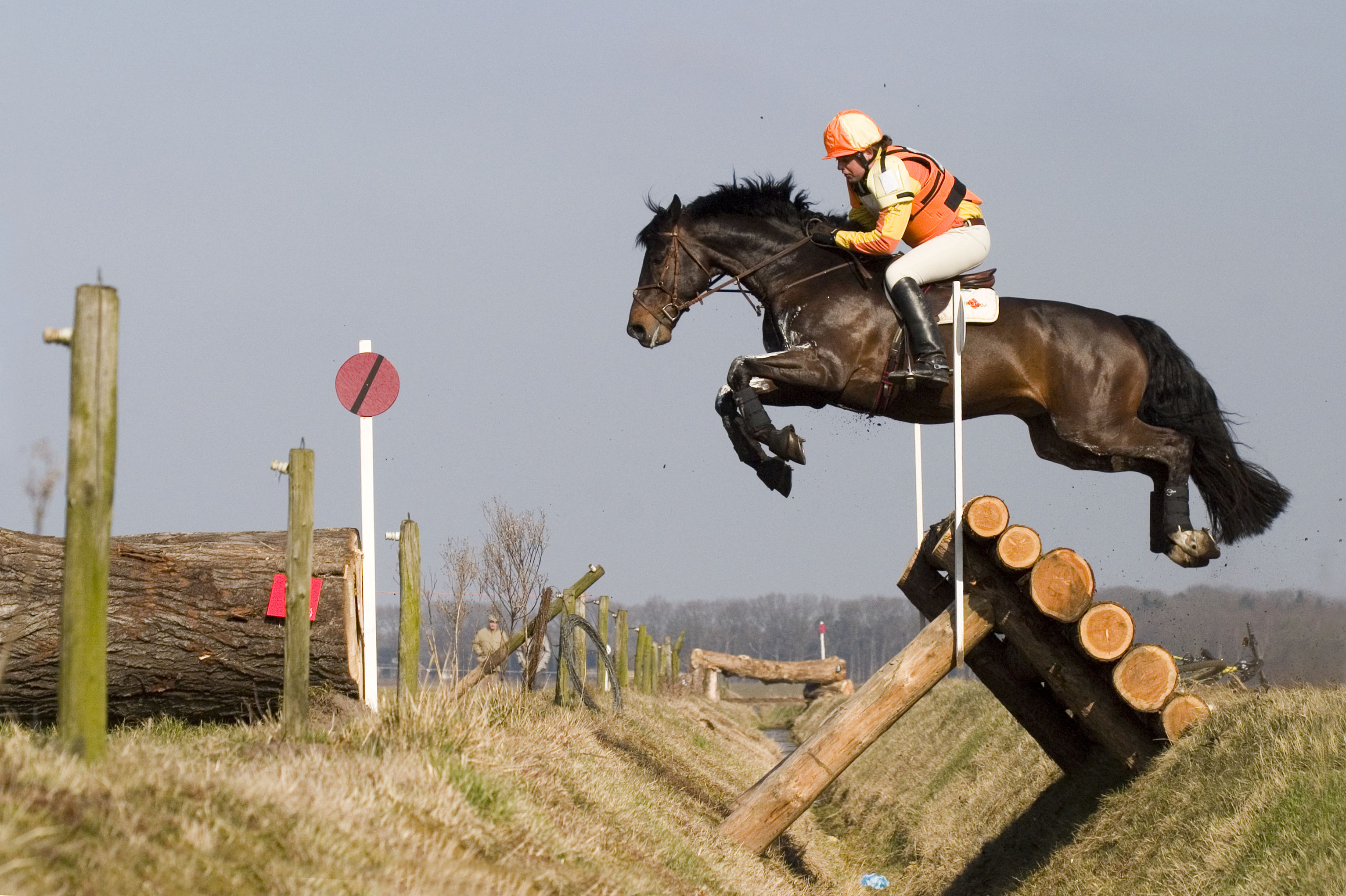

장애물 비월(障礙物飛越) 또는 쇼 점핑(영어: show jumping)는 일정한 경기장 내에 설치된 각종 장애물을 정해진 순서에 따라 정해진 시간 내에 넘어야 하는 경기로 가장 적은 실수로 시간 내에 경기를 마친 경기자 순으로 순위가 결정되며, 동점자가 있을 경우에는 규정에 의해 재경기(Jump-Off)를 실시한다.

## 감점규정
- 최초의 불복종 : 4점
- 비월간의 장애물 전도 : 4점
- 한쪽 다리 또는 그 이상의 다리가 수호내 또는 한계표시선이나 다른 소재위에 있을 때 : 4점
- 2회째의 불복종 : 실권
- 말의 전도, 낙마, 인마전도 : 실권
- 소정 시간의 초과 : 매 4초마다 1점

관전하는 사람들이 알아둬야 할 것은 코스로 주행중 경로의 중복이나 말의 후진등도 불복종으로 인정하여 규정에 따라 감점이나 실권이 된다.

## 실권

### 심판부의 재량에 의한 실권
- 호출했을 때 경기장에 입장하지 않는 경우
- 승마하지 않고 입장하거나 퇴장할 경우
- 허가 없이 제 3자의 도움이 있을 때(안경, 모자를 집어준 경우 제외)
- 경기 개시 후 도보로 경기장에 들어갔을 때

### 자동적 실권
- 경기 개시 전 경기장내 장애물을 비월했을 때
- 출발 신호가 있기 전 출발했을 때
- 전 주행 중 2회째의 불복종
- 주행 중 어떠한 지점에서 말이 연속 45초 이상 반항했을 때
- 낙마, 인마전도인 경우라도 한 장애물을 비월하는데 45초 이상 소요되었을 때
- 경로위반을 시정하지 않고 장애물을 비월했을 때
- 경로를 이탈하여 장애물을 비월했을 때
- 순서에 위반하여 장애물을 비월했을 때
- 틀린 방향으로 표시기를 통과하고 이를 시정하지 않았을 때
- 제한 시간을 초과했을 때
- 전도된 장애물이 복구되기 전 비월했을 때
- 주행이 중단된 후 "종울림"신호를 기다리지 않고 재출발했을 때
- 재 경기에서 지정장애물을 1회 이상 비월하든가 반대방향으로 비월했을 때
- 거부, 도피, 낙마, 또는 말이 전도된 후 복합장애물의 전부를 비월하지 않았을 때
- 복합장애물을 각각 별도로 비월하지 않았을 때
- 도착선을 승마하고 통과하지 않았을 때
- 주행을 끝내기 전 선수나 말이 경기장 밖으로 나갔을 때
- 주행 중 승마한 채로 떨어뜨린 물건이나 다른 물건을 받았을 때 (안경 , 모자제외)

이외에 채찍이나 기타의 방법으로 마필을 지나치게 학대하거나 주행 중 마필의 부상으로 경기에 무리가 있다고 판단될 때에도 실권사유가 된다.

## 같이 보기
- 승마